# Ramal ferroviario Río Cuarto-Villa Mercedes
El Ramal Río Cuarto - Villa Mercedes pertenece al Ferrocarril General San Martín, Argentina.

## Ubicación
Se halla en las provincias de Córdoba (Departamento Río Cuarto) y San Luis (Departamento General Pedernera).

## Características
Es un ramal secundario de la red del Ferrocarril General San Martín con una extensión de 122 km.

## Servicios
No presta servicios de pasajeros. Las vías se encuentran en estado de abandono. Sólo corren trenes de carga de las empresas Trenes Argentinos Cargas y Nuevo Central Argentino en algunos tramos del ramal.

## Historia
El ramal fue construido por Ferrocarril Andino y puesto en marcha el 4 de mayo de 1875, proveniente de las vías desde Villa María.
En 1909 es vendido al Ferrocarril Buenos Aires al Pacífico.
Durante las estatizaciones ferroviarias de 1948, pasa a formar parte del Ferrocarril General San Martín.